# Covielle

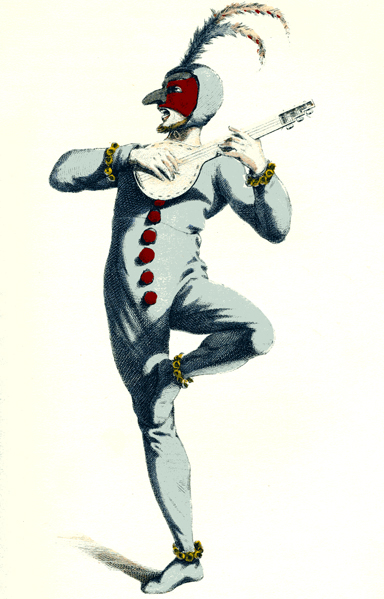
Covielle.

Covielle est un personnage napolitain de la commedia dell'arte.
Aux XVIe et XVIIe siècles, le personnage est interprété principalement par Ambrogio Buonomo (principalement en duo avec Andrea Calcese) puis Salvator Rosa et Gennaro Sacco ainsi que Giacomo Rauzzini et Tommaso Ristori au XVIIIe siècle.

## Description
Déjà connu et aimé de la foule, Coviello fut rendu célèbre à Rome par Salvator Rosa, qui, au Carnaval de 1639, s’avisa de revêtir son costume et, sous le nom de signor Formica, charlatan de profession, amusa toute la ville pendant plusieurs jours par ses lazzi, son esprit incisif, ses épigrammes et ses saillies incessantes, au point qu’il en faisait déserter tous les spectacles, jusqu’aux plus populaires.
Poète, musicien, comédien, satirique plein de verve, Salvator, sur son char renouvelé de celui de Thespis, enchantait et révolutionnait la Rome des papes, comme certains bateleurs et pantomimes avaient enchanté la Rome des Cesare. Le peuple applaudissait avec frénésie les traits de satire qu’il dirigeait contre les grands, tandis que ceux-ci prenaient plaisir à lui entendre chanter, en s’accompagnant du luth, dont il jouait admirablement, les ballades napolitaines qui jouissaient alors d’une si grande vogue.
Salvator, qui a tracé le portrait de Coviello, disait que son esprit doit être aussi subtil que l’air des Abruzzes, qui lui a donné naissance. Adroit, souple, vaniteux, sorte de Protée, dans son caractère, dans ses manières, dans son langage, il conserve toujours l’accent et le costume de son pays. Sa veste de velours noir, avec les culottes de même étoffe, ornées de boutons d’argent et d’une riche broderie, devaient faire paraître avec avantage une taille élégante et former un contraste marqué avec son masque à joues cramoisies, au nez et au front noirs.
On assure qu’au commencement du XIXe siècle, le type de Coviello figurait encore parfois dans les canevas des marionnettes italiennes, où il remplissait un rôle assez semblable à celui de l’ancien Capitan ; comme son caractère, son costume était alors transformé, et il portait un chapeau noir empanaché de trois plumes rouges, un pourpoint à crevés rouges, des chausses noires avec une trousse rouge et jaune, un manteau rouge, puis les gants, les bottes à entonnoir, le baudrier et l’épée du Capitan.
En passant à la scène française, Coviello est devenu Covielle et Molière l’a mis en scène dans Le Bourgeois gentilhomme, en faisant un valet, une sorte de Gros-René très proche parent de celui du Dépit amoureux.